# Sausjön (Hotagens socken, Jämtland)
Sausjön är en sjö i Krokoms kommun i Jämtland och ingår i Indalsälvens huvudavrinningsområde. Sjön har en area på 0,841 kvadratkilometer och ligger 380,2 meter över havet. Sjön avvattnas av vattendraget Rössjöån.

## Delavrinningsområde
Sausjön ingår i det delavrinningsområde (710259-141568) som SMHI kallar för Utloppet av Sausjön. Medelhöjden är 446 meter över havet och ytan är 9,94 kvadratkilometer. Det finns inga avrinningsområden uppströms utan avrinningsområdet är högsta punkten. Rössjöån som avvattnar avrinningsområdet har biflödesordning 3, vilket innebär att vattnet flödar genom totalt 3 vattendrag innan det når havet efter 303 kilometer. Avrinningsområdet består mestadels av skog (83 procent). Avrinningsområdet har 1,05 kvadratkilometer vattenytor vilket ger det en sjöprocent på 10,5 procent.